# Estera Dobre
Estera Dobre Tamaduianu (ur. 10 lutego 1987 w Râmnicu Vâlcea) – rumuńska zapaśniczka. Olimpijka z Pekinu 2008, gdzie zajęła dziesiąte miejsce w kategorii 48 kg.
Piąta na mistrzostwach świata w 2017. Zdobyła pięć srebrnych medali na mistrzostwach Europy, w 2007, 2009, 2010, 2011 i 2012. Siódma w Pucharze Świata w 2018. Dziewiąta na Igrzyskach europejskich w 2015. Trzecia na ME juniorów w 2005 roku.
* Zdobyła srebrny medal na ME 2013, ale została zdyskwalifikowana za doping i pozbawiona medalu.
- Turniej w Pekinie 2008

Przegrała pierwszą walkę z Ingrid Medrano z Salwadoru i odpadła z turnieju.